# Чоловік, який вбив Дон Кіхота
«Чоловік, який вбив Дон Кіхота» (англ. The Man Who Killed Don Quixote) — копродукційний фантастичний пригодницький фільм Террі Гілліама, вільно заснований на романі Мігеля де Сервантеса «Дон Кіхот». Стрічка визнана громадськістю одним з найсумнозвісніших прикладів виробничого пекла, оскільки режисер Террі Гілліам безуспішно намагався створити фільм в цілому 8 разів впродовж дев'ятнадцяти років.
Режисер Тобі Граммет повертається в місце, де колись знімав фільм про Дон Кіхота. Актор, який грав «Лицаря сумного образу», збожеволів і вважає, що він справжній Дон Кіхот. Тобі втягується у подорож з ним у ролі Санчо Панси, поступово втрачаючи відчуття, де жорстока реальність, а де — романтична вигадка.
У 2002 році Кіт Фултон та Луїс Пепе випустили документальний фільм «Загублені в Ла-Манчі» про спроби Террі Гілліама зняти фільм про Дон Кіхота.
На Каннському кінофестивалі в 2016 році Террі Гілліам повідомив, що зйомки фільму розпочнуться в жовтні 2016-го. Роль Дон Кіхота отримав Майкл Пелін. Головні ролі у фільмі також отримали Адам Драйвер і Ольга Куриленко. Після цього випуск фільму знову призупинився, але в березні 2017 року стало відомо, що зйомки все ж стартували. Роль Дон Кіхота замість Майкла Пеліна виконав Джонатан Прайс. Також у фільмі знялися Стеллан Скашгорд, Россі де Пальма, Оскар Гаенада, Жорді Молья та інші.
У 2018 році стрічку було обрано фільмом закриття 71-го Каннського міжнародного кінофестивалю, де в позаконкурсній програмі відбулася її світова прем'єра. В Україні стрічка дебютувала 13 вересня 2018.

## Сюжет
Режисер Тобі Граммет знімає в іспанському селі рекламне відео з Дон Кіхотом і Санчо Пансою. Після невдалого дня зйомок начальник Тобі, Босс, знайомить його з вуличним торговцем, який продає йому старий DVD з фільмом «Чоловік, яка вбив Дон Кіхота». Босс доручає йому наглядати за своєю дружиною, Жакі. Проте ті проводять разом ніч, почавши дивитися фільм у готельному номері. Несподівано Босс повертається в номер, Тобі ледве тікає невпізнаний, та забирає диск. Це виявляється фільм, знятий Тобі 10 років тому. Наступного дня Босс радить режисеру знайти в старій роботі вдалі сцени для натхнення.
У спогадах Тобі, коли він був студентом, обирає на роль Дон Кіхота літнього шевця Хав'єра. Спочатку актор погано грає, але заради дівчини Анжеліки, обраної на роль Дульсінеї, він проявляє відвагу, вправно фехтуючи.
Тобі розуміє, що його нинішні зйомки відбуваються поблизу місця зйомок «Людини, яка вбила Дон Кіхота». Поїхавши на мотоциклі до Лос-Суєноса, він розпитує що сталося з акторами. Виявляється, Анжеліка покинула свого батька Рауля, а Хав'єр збожеволів, вважаючи, що він справжній Дон Кіхот. Хав'єр сприймає Тобі за Санчо Пансу та випадково спричиняє пожежу.
На знімальному майданчику з'являється поліція, що розслідує хто був у номері Жакі. Вину покладають на місцевого цигана, котрий одразу не сподобався Боссу. Тобі змушений дати проти нього брехливі свідчення. Та поліція помічає мотоцикл Тобі, який бачили в Лос-Суєносі біля місця пожежі. Тож поліція забирає режисера та цигана з собою для з'ясування обставин. На заваді стає католицька хода, через що авто їде іншою дорогою, якою прямує Хав'єр, одягнений, як Дон Кіхот. Він вимагає звільнити «знедолених», стається бійка, в ході він якої убиває поліцейських. Хав'єр дає Тобі осла та одяг зі знімального майданчика, і змушує вирушити з ним шукати пригоди.
Дорогою Хав'єр стверджує, що Тобі «відродив» у ньому Дон Кіхота. Книгу ж про Дон Кіхота він вважає справжнім описом своїх пригод. Згодом він помічає вітряк і вважає, що це велетень, який напав на жінку. В «бою» з ним Хав'єр отримує удар по голові. Місцева жителька забирає обох у поруйноване бідняцьке селище. Тамтешній голова, Барберо, тепло вітає їх, але замикає на горищі. Тобі думає, що потрапив у полон до терористів, які вимагатимуть за нього викуп.
Намагаючись вночі втекти, Тобі виявляє, що опинився в XVII столітті. На селище нападає інквізиція, шукаючи таємних мусульман. Скориставшись метушнею, Тобі визволяє Хав'єра, котрому ввижаються чаклунські підступи. Вдвох вони проганяють нападників. А зранку Тобі знову опиняється в селищі, про яке дізнається, що там живуть нелегали з Марокко. Проте Хав'єр розповідає жителям ту саму історію, яка, як тепер думає Тобі, йому наснилася.
Рухаючись далі з Хав'єром, Тобі знаходить дохлого осла, на якому висить мішок зі старовинними іспанськими грошима. Тобі намагається сховати його, щоб відкупитися від поліції, але випадково провалюється в печеру, розгубивши майже всі монети. Там він знову зустрічає Ангеліку, яка купалася там у водоспаді. Вона розповідає, що одружена, але втручається Хав'єр. Вона підігрує божевільному, вдаючи Дульсінею, а потім їде геть на коні. Хав'єр вирішує слідувати за нею з Тобі.
Незабаром Хав'єр, як йому здається, знаходить мавританську цитадель, де сприймає овець за мудреців. Він сподівається знайти там підказку до пошуків Дульсінеї. Несподівано проти Хав'єра виступає Дзеркальний лицар, яким виявляється Рауль. Він і кілька жителів Лос-Суеньос розігрують історію про Дон Кіхота, намагаючись змусити Хав'єра повернутися додому. Після того, як Хав'єр перемагає і впізнає односельчан, він погоджується поїхати додому. Але Рауль б'є Тобі, звинувачуючи в божевіллі Хав'єра та втечі Ангеліки.
Тобі ховається від бурі в покинутій шахті, а потім бачить Хав'єра, що картає себе за недостатній героїзм. Жакі, одягнена в історичний костюм, знаходить Тобі. Вона повідомляє про костюмовану вечірку, яку влаштовує Олексій Міскін, власник російської горілчаної компанії, який має ділову угоду з Боссом. Жакі запрошує Тобі з Хав'єром на вечірку, обіцяючи, що всі проблеми з поліцією владнано.
Прибувши в замок Міскіна, Тобі бачить як той погано ставиться до Жакі з Хав'єром. Тобі намагається переконати їх обох піти, але Хав'єр відмовляється. Намагаючись врятувати Жакі, Тобі виявляє, що Міскін хоче для розваги спалити живцем свою коханку Ангеліку. Рятуючи її, Тобі випадково скидає Хав'єра з вікна; вмираючи, Хав'єр віддає Тобі свого меча. Спалення Ангеліки виявляється спецефектом, але Хав'єр помирає по-справжньому. Тобі божеволіє і починає вважати себе Дон Кіхотом.
Наступного ранку Тобі, їдучи на коні поряд з Ангелікою, бачить велетнів. Він б'ється з ними, але це виявляються вітряки. Тобі сприймає Ангеліку за Санчо Пансу і вона погоджується прийняти таку роль. Обоє вирушають на захід сонця.

## У ролях

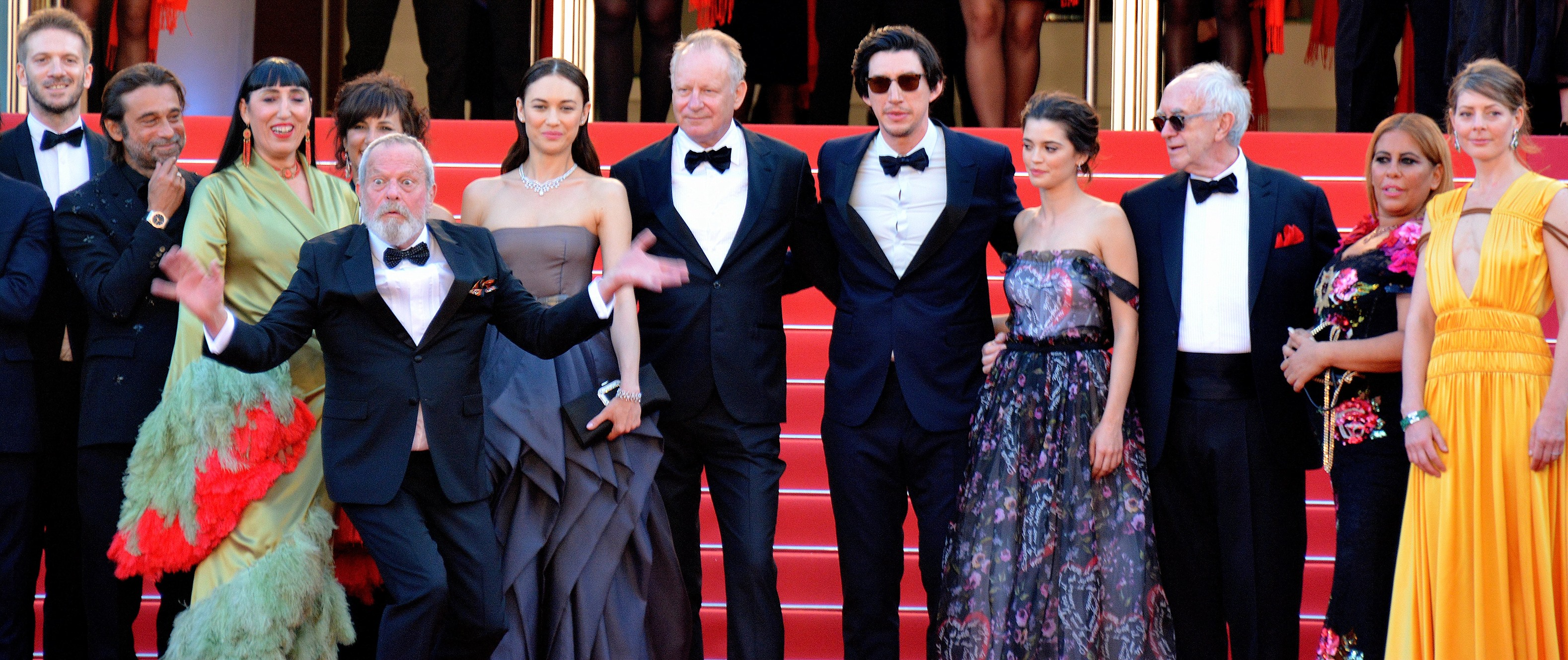
Презентація фільму «Чоловік, який вбив Дон Кіхота» на Каннському кінофестивалі (травень 2018)

| • Джонатан Прайс   | … | Дон Кіхот       |
| • Адам Драйвер     | … | Тобі Граммет    |
| • Ольга Куриленко  | … | Жакі            |
| • Жуана Рібейру    | … | Ангеліка        |
| • Стеллан Скашгорд | … | Босс            |
| • Россі де Пальма  | … | дружина фермера |
| • Оскар Гаенада    | … | Блер            |
| • Жорді Молья      | … | Олексій Міскін  |
| • Джейсон Воткінс  | … | Руперт          |
| • Сержі Лопес      | … | фермер          |

## Знімальна група
- Автори сценарію — Террі Гілліам, Тоні Гризоні за мотивами роману Мігеля де Сервантеса «Дон Кіхот»
- Режисер-постановник — Террі Гілліам
- Продюсери — Маріела Бесуєвські, Емі Гілліам, Герардо Ерреро, Грегуа Меллін
- Виконавчі продюсери — Джеремі Томас, Пітер Вотсон
- Співпродюсери — Пандора да Кунья Теліш, Себастьєн Деллуа, Паблу Ираола
- Лінійний продюсер — Юсаф Бохарі
- Оператор — Нікола Пекоріні
- Композитор — Роке Баньос
- Монтаж — Тереса Фонт, Леслі Волкер
- Художник-постановник — Бенхамін Фернандес
- Художник з костюмів — Лєна Моссум
- Артдиректор — Алехандро Фернандез, Едуардо Ідальго мол., Габріель Лісте

## Виробництво
Робота над фільмом почалася у 2000 році, проте незабаром проекту не вистачило коштів, виникли проблеми з правами на сценарій, а у виконавця головної ролі Жана Рошфора через декілька днів після перших зйомок почалися проблеми зі здоров'ям — і Террі Гілліам призупинив проект на користь відразу двох фільмів «Брати Грімм» та «Країна припливів», що вийшли через п'ять років.

У травні 2006 року Террі Гілліам заявив, що всі правові спори вирішуються німецькою страховою компанією і зйомки відновлюються. На роль Дон Кіхота взяли Роберта Дюваля. Бюджет був скорочений на 15 млн доларів США і складав 20 млн доларів
У січні 2008 режисер оголосив про відновлення проекту, проте Жан Рошфор вже в проект не повернеться. Спочатку головну роль повинен був грати Джонні Депп, але його замінив Юен Мак-Грегор.
У серпні 2010 року зйомки стрічки були відкладені через фінансові труднощі. А восени 2010 року Гілліам на Фестивалі американських фільмів в Довілі оголосив про те, що зйомки почнуться не раніше вересня 2011 року, якщо знайдуться ті, хто зможе фінансувати застійний проект.
У листопаді 2011 року стало відомо, що вже навесні почнуться зйомки; за словами Гілліама, «знайшлася „нова людина“ і є гроші у банку»
.
У листопаді 2014 року з'явилася інформація, що фільм знаходиться на стадії підготовки до виробництва, а ролі Дон Кіхота і Тобі зіграють Джон Герт і Джек О'Коннелл. Зйомки почнуться в серпні 2015 року, планована дата випуску — травень 2016.
У травні 2016 року було оголошено, що в ролі Тобі зніметься американський актор Адам Драйвер, в ролі Дон Кіхота — Майкл Пейлін. Зйомки почнуться у вересні 2016 року.
Зйомки фільму почалися у березні 2017 року. Роль Дон Кіхота виконав Джонатан Прайс. Також у фільмі знялися Адам Драйвер, Ольга Куриленко, Стеллан Скашгорд та інші.

## Нагороди та номінації
| Список нагород та номінацій | Список нагород та номінацій | Список нагород та номінацій           | Список нагород та номінацій   | Список нагород та номінацій | Список нагород та номінацій |
| Кінофестиваль/Кінопремія    | Рік                         | Категорія                             | Номінант(и)                   | Результат                   | Дж                          |
| --------------------------- | --------------------------- | ------------------------------------- | ----------------------------- | --------------------------- | --------------------------- |
| Премія «Магрітт»            | 02.02.2019                  | Найкращий фільм спільного виробництва | Чоловік, який вбив Дон Кіхота | Перемога                    | [ 22 ] [ 23 ]               |

## Матеріали
- Анна Шакун. «Чоловік, який вбив Дон Кіхота»: нескінченна боротьба з вітряками. Moviegram. 17.09.2018. (Рецензія)
- Дмитро Сидоренко. Фільм Чоловік, який вбив Дон Кіхота: повітряні замки амбіцій. ICTV ранок. 13.09.2018. (Рецензія)